# Dante (metropolitana di Napoli)
Dante è una stazione della linea 1 della metropolitana di Napoli.

## Storia
I lavori ebbero inizio nel 1996. La stazione venne inaugurata il 27 marzo 2002. La realizzazione della stazione ha comportato un investimento complessivo di circa 56,5 milioni di euro.

## Strutture e impianti
La stazione, in galleria, occupa una superficie di 5 932 m², con un'area di intervento pari a 14 300 m². La profondità della stazione è di 26 metri, presenta una pendenza del 4% e dispone di 12 impianti e 3 uscite.
Progettata dall'architetta Gae Aulenti nel 1999, è stata inaugurata il 27 marzo 2002 dal Presidente della Repubblica Carlo Azeglio Ciampi e fa parte del circuito delle stazioni dell'arte.
La struttura esterna si presenta con due padiglioni realizzati in vetro e acciaio che incorniciano la statua di Dante.
Al suo interno sono esposte le opere di importanti artisti napoletani, italiani e stranieri: tra questi artisti spicca il nome Jannis Kounellis, autore dell'installazione Senza titolo, con putrelle (che rappresentano dei binari), scarpe, un cappotto, un cappello e trenini giocattolo; un altro artista è Joseph Kosuth che ha installato Queste cose visibili, un lungo neon con un brano del Convivio scritto da Dante.

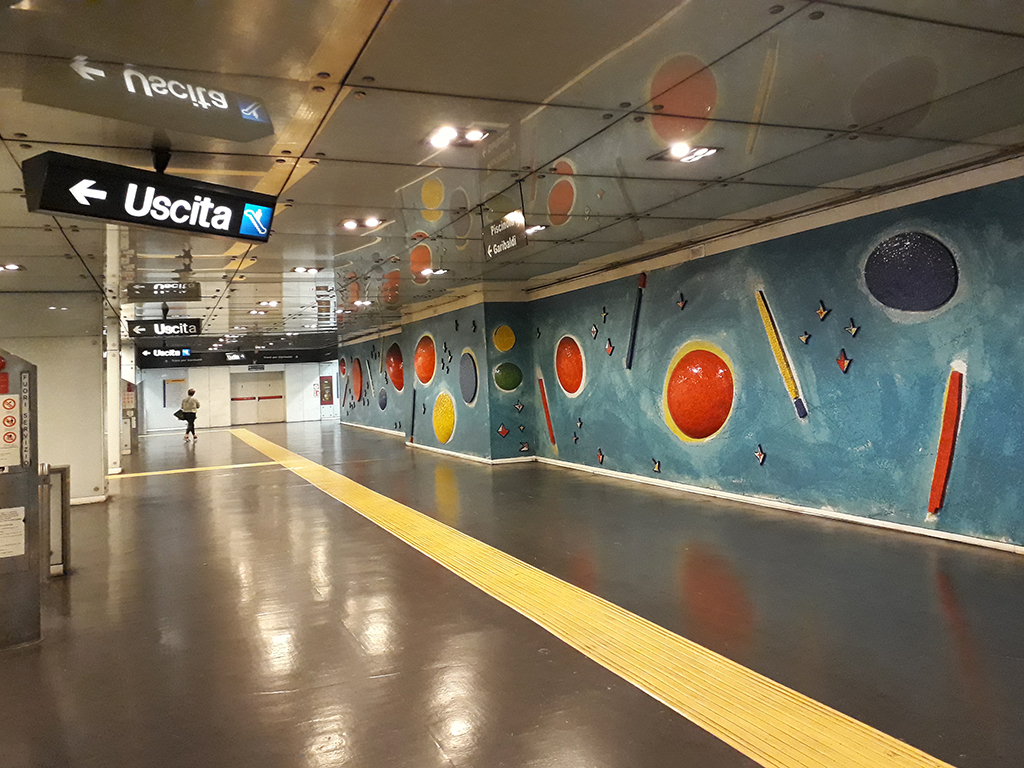
Sulla destra il mosaico Universo senza bombe, regno dei fiori. 7 angeli rossi, opera di Nicola De Maria.

Nicola De Maria ha realizzato un mosaico intitolato Universo senza bombe, regno dei fiori. 7 angeli rossi. Michelangelo Pistoletto ha installato Intermediterraneo, un'opera specchiante in cui è tracciato il profilo del bacino mediterraneo, mentre Carlo Alfano ha realizzato due dipinti montati su un telaio di alluminio dal titolo Luce-Grigio del 1982 e Frammenti di un autoritratto anonimo del 1985.
Gae Aulenti ha inoltre risistemato l'emiciclo della piazza, eliminando del tutto la carreggiata stradale ed il preesistente attestamento delle linee bus, destinandola esclusivamente ad uso pedonale e pavimentandola con lastre di pietra lavica e marmo.
La stazione è dotata di asta di manovra per l'inversione di marcia dei treni, anche considerando il fatto che è stata per un certo lasso di tempo capolinea provvisorio (occasionalmente, tuttora la circolazione dei treni viene limitata in caso di necessità proprio in questa stazione con il contestuale supporto di navette sostitutive su gomma in superficie fino a Garibaldi). Sia la salita che la discesa avvengono mediante tre rampe di scale fisse o mobili oppure tramite ascensori. Nonostante vi siano diverse uscite, queste sono tutte ubicate in piazza Dante.
Da segnalare che il progetto originario prevedeva inizialmente anche la realizzazione di un lungo corridoio sotterraneo che avrebbe collegato la stazione Dante alla stazione di Napoli Montesanto della linea 2, e di conseguenza anche alla vicina stazione di Montesanto delle ferrovie Cumana e Circumflegrea ed alla funicolare di Montesanto. La soluzione fu in seguito accantonata a causa della complessità e degli alti costi dell'opera.

## Servizi
La stazione dispone di:
- Biglietteria automatica

## Interscambi
- Fermata filobus
- Fermata autobus